# Абдулкадир Хасан
Абдулкадир Хасан Мохамед (рођен 15. априла 1962) је фудбалер из Емирата. Играо је као голман за фудбалску репрезентацију УАЕ, као и за клуб Ал-Шабаб у Дубаију.
Хасан је био члан репрезентације УАЕ на светском првенству у фудбалу 1990. године, које је одржано у Италији. Међутим, није играо ни на једној утакмици током турнира, али је био део историјске генерације која је први пут у историји земље обезбедила пласман на завршни турнир Светског првенства. Репрезентација УАЕ налазила се у групи са Западном Немачком, Колумбијом и Југославијом.
У својој клупској каријери, Хасан је био познат као поуздан чувар мреже, који је дуги низ година био први голман Ал-Шабаба. Његов допринос клубу и националној репрезентацији сматра се важним у развоју фудбала у Емиратима током 1980-их и раних 1990-их година. Након повлачења из активног играња, није много познато о његовим активностима, али остаје упамћен као један од пионира емиратског фудбала.